# Ehretia amoena
Ehretia amoena är en strävbladig växtart som beskrevs av Johann Friedrich Klotzsch. Ehretia amoena ingår i släktet Ehretia och familjen strävbladiga växter. Inga underarter finns listade i Catalogue of Life.